# Abraham Brueghel
Pour les autres membres de la famille, voir Famille Brueghel.
Pour les articles homonymes, voir Brueghel.
Abraham Brueghel est un peintre néerlandais, né le 28 novembre 1631 à Anvers et mort en 1690 à Naples.

## Biographie
Il est le second fils de Jan Brueghel le Jeune (1601-1678) qui lui enseigne dès son jeune âge la peinture. Abraham se montre très doué et il réussit à vendre sa première toile à seulement quinze ans. À dix-huit ans, il se rend en Italie où il entre au service du prince Antonio Ruffio de Sicile. En 1659, il se rend à Rome où il se marie l’année suivante. Il s’installe en 1671 à Naples.
S’il suit d’abord le style de son père, Abraham se tourne vers la peinture de fleurs suivant le style de Daniel Seghers (1590-1661).

## Arbre généalogique

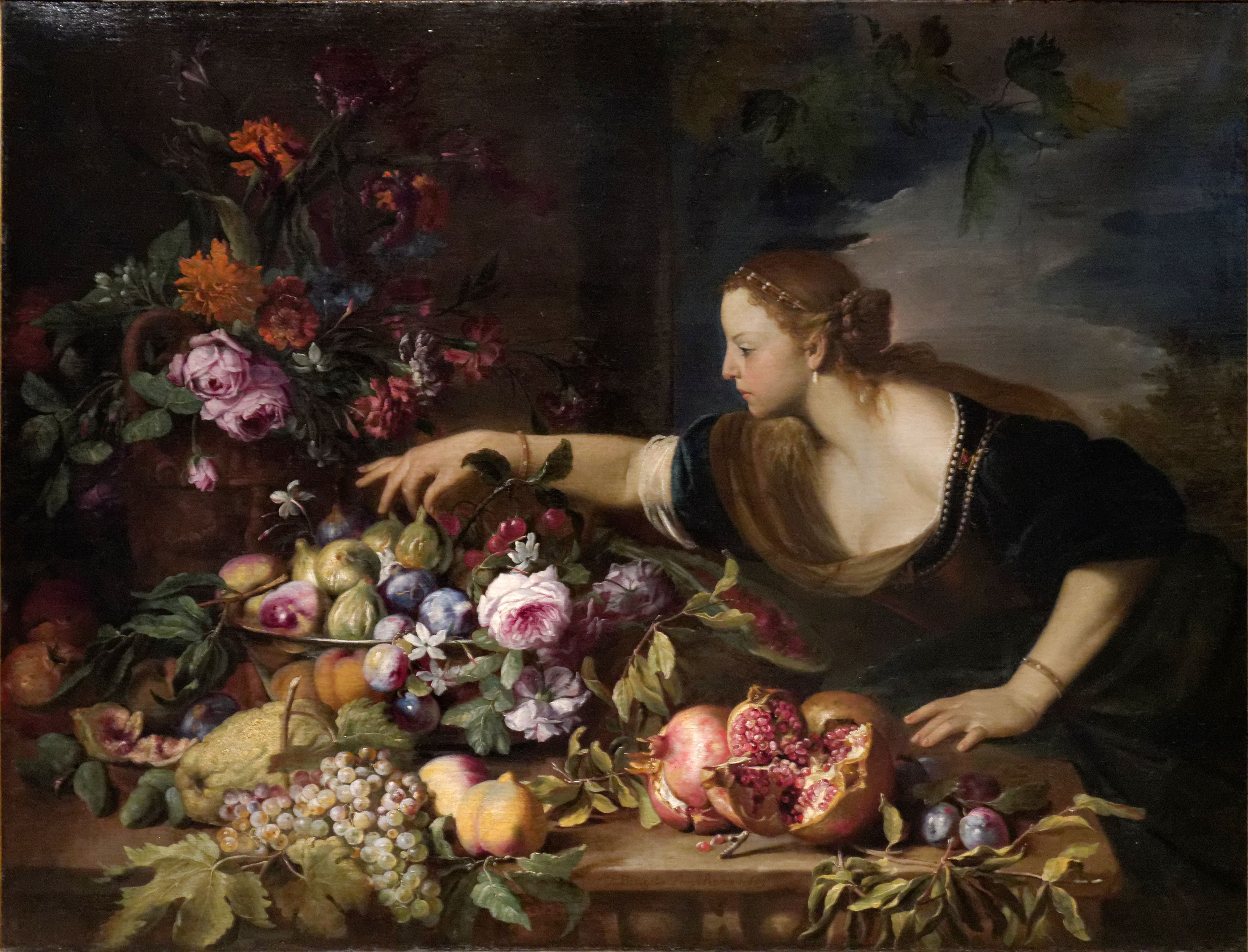
Femme prenant des fruits
1669, Louvre

## Œuvres
- Femme prenant des fruits, 1669, huile sur toile, 128 × 149 cm, Musée du Louvre, Paris[2]
- Fleurs dans un grand vase d'orfèvrerie, huile sur toile, 156.5 x 105 cm, Dijon, musée des beaux-arts de Dijon [3].
- Fruits et Fleurs, collection privée.
- Nature morte, collection privée.